# روبرت هانبري براون
روبرت هانبري براون (بالإنجليزية: Robert Hanbury Brown)‏ (31 أغسطس 1916 - 16 يناير 2002) عالم فلك و فيزيائي بريطاني ولد في أروفانكادو، الهند. قدم مساهمات ملحوظة في تطوير الرادار وأجرى لاحقًا أعمالًا رائدة في مجال علم الفلك الراديوي.
مع ريتشارد كوينتين تويس، طور تأثير هانبري براون و تويس. حصل على عدد من الأوسمة والجوائز عن أبحاثه.